# Robert Jaworski

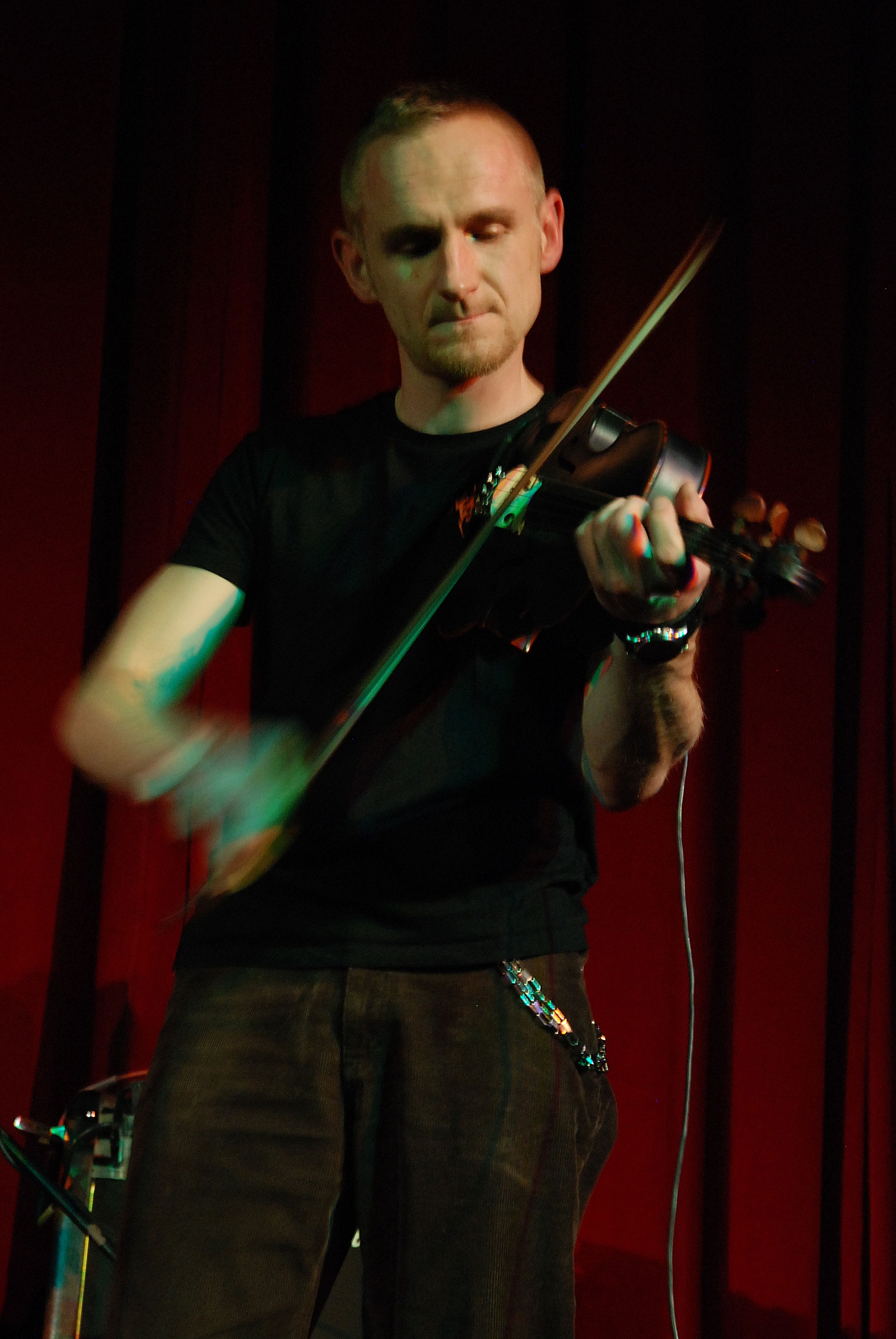
Robert Jaworski

Robert Jaworski (ur. 3 maja 1975 w Turku) – polski muzyk folkowy, autor tekstów, lider zespołów Żywiołak, Loopus DUO Loopus Duo oraz Roberta Delira & Kompany. W przeszłości członek takich formacji jak Kapela ze Wsi Warszawa, Detonacja, The Irish Connections, Ceol oraz Ich T.
Ukończył Państwową Szkołę Muzyczną I stopnia w Turku w klasie trąbki. 
Jaworski w swoich projektach sięga po różne instrumenty dawne takie jak lira korbowa, gęśle gdańskie, drumla bądź też ich współczesne rekonstrukcje. Gra również na skrzypcach i altówce, często również praktykuje śpiew gardłowy. Muzyk słynie z nowoczesnego spojrzenia na dawne legendy i zwyczaje, które stara się przełożyć na współczesny język muzyczny i literacki. Prócz przerabiania standardów muzyki dawnej, Jaworski komponuje również autorskie utwory w oparciu o dawne podania i tradycje (min. utwory Żywiołak czy Epopeja Wandalska z Nowej Ex-Tradycji czy też Zabobon z EP Roberto Delira & Kompany o tym samym tytule). W licznych wywiadach muzyk przyznaje się do dużej fascynacji folkiem skandynawskim, a w szczególności takimi zespołami jak Hedningarna, Hoven Droven oraz Gjallanhorn a także muzyką punkrockową.